# Faustyn Ciecierski
Faustyn Ciecierski herbu Ślepowron (ur. w 1761 na Warmii, zm. w 1832 w Poporciach koło miasteczka Żośle) – polski ksiądz katolicki, dominikanin, pamiętnikarz, zesłany na katorgę na Syberię.

## Życiorys
Urodził się jako syn Jana. Jak sam zaświadcza w dokumencie  o ukończeniu nowicjatu, urodził się w 1761 r. i został ochrzczony 5 września. Pierwsze nauki pobierał w domu rodzinnym. W roku 1777 wstąpił do zakonu dominikanów, święcenia kapłańskie otrzymał w 1784. Doktorat z filozofii i teologii obronił na Uniwersytecie Wileńskim. Był członkiem spisku, przygotowującego w 1794 roku wybuch Insurekcji kościuszkowskiej na Litwie. W 1797 został przeorem konwentu wileńskiego. Jednocześnie działał w tzw. asocjacji wileńskiej (odłam Centralizacji Lwowskiej). Z tego powodu zatrzymany przez Rosjan w 1797 r. pod zarzutem wspierania polskiej emigracji w Europie Zachodniej oraz działalności patriotycznej na Litwie. Za te czyny został skazany przez sąd rosyjski na chłostę, piętnowanie, wyrwanie nozdrzy, utratę szlachectwa i majątku oraz dożywotnią katorgę w kopalniach nerczyńskich. Wyrok potwierdził rosyjski senat, ale później chłostę i wyrwanie nozdrzy uchylił car Paweł I. W 1799 r. dotarł do Nerczyńska, gdzie jednak nie skierowano go do pracy fizycznej pod ziemią, a z inicjatywy lokalnych władz kopalni zatrudniono jako tłumacza z języka niemieckiego przy kierownictwie kopalni (uczył tam też niemieckiego syna jednego z urzędników). W roku 1801 został ułaskawiony i wrócił do ojczyzny. W 1804 roku został przeorem w klasztorze dominikanów w Zabiałach. Po około 1809-1810 roku był przeorem w klasztorze w Różanymstoku. W latach 1818–24 prowincjałem litewskim, a następnie wizytatorem dominikańskich szkół klasztornych.

## Zesłanie i twórczość
W trakcie pobytu na Syberii ksiądz Ciecierski gromadził informacje i obserwacje etnograficzne na temat m.in. Oroczonów (jako pierwszy Polak), a także dotyczące historii rejonu nerczyńskiego i ziem przyległych.
Pracę Ciecierskiego, pod tytułem "Pamiętnik księdza Ciecierskiego, przeora Dominikanów Wileńskich, zawierający jego i jego towarzyszy przygody doznane na Sybirze w latach 1797 - 1801" opublikowano dopiero po jego śmierci, we Lwowie w 1865 r.. Nową edycję wspomnień Ciecierskiego (bazującą na innej, pełniejszej, kopii rękopisu, znalezionej w archiwach Wilna) wydano w 1998 r. pod tytułem "Znaczniejszych przypadków pewnego z Syberii powrotnego Polaka w 1801 roku". Wydawcą tej wersji było Stowarzyszenie "Wspólnota Polska"; Wrocław: Zakład Narodowy im. Ossolińskich, a opracowali Antoni Kuczyński i Zbigniew Wójcik.

### Ważniejsze dzieła
- Pamiętnik, wyd. A. Bielowski pt. "Pamiętnik księdza Ciecierskiego, przeora dominikanów wileńskich, zawierający jego i towarzyszów jego przygody doznane na Sybirze w latach 1797-1801", Lwów 1865, (dodatek do Tygodnika Naukowego), rękopis: Ossolineum, sygn. 2030/I
- ("Dziennik wizytatora"), Archieograficzeskij sbornik, t. 14, Wilno 1904, (bez nazwiska autora)
- Kronika domowa ks. dominikanów prowincji litewskiej (Ciecierski kontynuował tę kronikę), rękopis znajdował się w Bibliotece Uniwersytetu Wileńskiego
- kilka prac z zakresu filozofii oraz poświęconych dziejom Litwy.

### Listy prywatne
- Korespondencja z J. Zawadzkim z roku 1809, wyd. T. Turkowski: Materiały do dziejów literatury i oświaty na Litwie i Rusi, t. 1, Wilno 1935, s. 166-167.